# Quinton Ross
Quinton Lenord Ross (nascut el 30 d'abril de 1981 en Dallas, Texas) és un jugador estatunidenc de bàsquet que juga en els New Jersey Nets de l'NBA.